# Cadophora fastigiata
Cadophora fastigiata är en svampart som beskrevs av Lagerb. & Melin 1927. Cadophora fastigiata ingår i släktet Cadophora, ordningen disksvampar, klassen Leotiomycetes, divisionen sporsäcksvampar och riket svampar.   Inga underarter finns listade i Catalogue of Life.